# Club Deportivo Castellón "B"
El Club Deportivo Castellón "B", también conocido como Club Deportivo Castellón Amateur, es un club de fútbol de España, es el filial de la Club Deportivo Castellón, de la ciudad de Castellón de la Plana en la Comunidad Valenciana. Fue fundado en 1958 y a partir de la temporada 2025-26 jugará en la Segunda Federación.

## Historia
El equipo fue fundado en 1958 con la denominación Deportivo Castalia CF, en 1968 cambió su nombre a Club Deportivo Castellón Amateur al oficializarse como un equipo dedicado a formar a las promesas del Club Deportivo Castellón. En 1988 recibió su denominación actual.
Durante la mayor parte de su historia el equipo estuvo participando en las categorías regionales del fútbol valenciano, con algunas estadías en Tercera durante las décadas de 1980 y 2000. En 2021 fue uno de los integrantes fundadores de la nueva Tercera Federación, categoría sustituta parcial de la antigua Tercera División.
En mayo de 2025 el equipo logró ascender a Segunda Federación al proclamarse campeón del Grupo VI de la categoría.

## Estadio
El Club Deportivo Castellón "B" disputa la mayoría de sus partidos en el Campo de fútbol Javier Marquina, el cual tiene una capacidad para albergar a 2.500 espectadores. Ocasionalmente el equipo hace uso del Estadio Skyfi Castalia en aquellos partidos de mayor importancia para la escuadra.

## Temporadas
| Temporada | División | Puesto | Copa del Rey |
| --------- | -------- | ------ | ------------ |
| 1958–59   | 2ª Reg.  |        |              |
| 1959–60   | 2ª Reg.  | 10º    |              |
| 1960–61   | 2ª Reg.  |        |              |
| 1961–62   | 2ª Reg.  | 7º     |              |
| 1962–63   | 2ª Reg.  |        |              |
| 1963–64   | 2ª Reg.  | 10º    |              |
| 1964–65   | 2ª Reg.  | 4º     |              |
| 1965–66   | 2ª Reg.  | 9º     |              |
| 1966–67   | 2ª Reg.  | 10º    |              |
| 1967–68   | 2ª Reg.  | 8º     |              |
| 1968–69   | 3ª Reg.  | 2º     |              |
| 1969–70   | 3ª Reg.  | 5º     |              |
| 1970–71   | 2ª Reg.  | 2º     |              |
| 1971–72   | 2ª Reg.  |        |              |
| 1972–73   | 1ª Reg.  | 3º     |              |
| 1973–74   | 1ª Reg.  | 4º     |              |
| 1974–75   | 1ª Reg.  | 7º     |              |
| 1975–76   | 1ª Reg.  | 11º    |              |
| 1976–77   | 1ª Reg.  | 15º    |              |
| 1977–78   | 1ª Reg.  | 1º     |              |

| Temporada | División   | Puesto | Copa del Rey |
| --------- | ---------- | ------ | ------------ |
| 1978–79   | Reg. Pref. | 19º    |              |
| 1979–80   | 1ª Reg.    | 7º     |              |
| 1980–81   | 1ª Reg.    | 2º     |              |
| 1981–82   | 1ª Reg.    | 1º     |              |
| 1982–83   | Reg. Pref. | 5º     |              |
| 1983–84   | Reg. Pref. | 3º     |              |
| 1984–85   | 3.ª        | 6º     |              |
| 1985–86   | 3.ª        | 11º    |              |
| 1986–87   | 3.ª        | 16º    |              |
| 1987–88   | 3.ª        | 19º    |              |
| 1988–89   | Reg. Pref. | 15º    |              |
| 1989–90   | Reg. Pref. | 6º     |              |
| 1990–91   | Reg. Pref. | 11º    | ND           |
| 1991–92   | Reg. Pref. | 12º    | ND           |
| 1992–93   | 1ª Reg.    | 2º     | ND           |
| 1993–94   | Reg. Pref. | 13º    | ND           |
| 1994–95   | Reg. Pref. | 14º    | ND           |
| 1995–96   | Reg. Pref. | 6º     | ND           |
| 1996–97   | Reg. Pref. | 4º     | ND           |
| 1997–98   | Reg. Pref. | 9º     | ND           |

| Temporada | División   | Puesto |
| --------- | ---------- | ------ |
| 1998–99   | Reg. Pref. | 5º     |
| 1999–2000 | Reg. Pref. | 2º     |
| 2000–01   | 3.ª        | 13º    |
| 2001–02   | 3.ª        | 15º    |
| 2002–03   | 3.ª        | 16º    |
| 2003–04   | 3.ª        | 19º    |
| 2004–05   | Reg. Pref. | 1º     |
| 2005–06   | 3.ª        | 9º     |
| 2006–07   | 3.ª        | 9º     |
| 2007–08   | 3.ª        | 14º    |
| 2008–09   | 3.ª        | 18º    |
| 2009–10   | Reg. Pref. | 4º     |
| 2010–11   | Reg. Pref. | 4º     |
| 2011–12   | Reg. Pref. | 9º     |
| 2012–13   | Reg. Pref. | 16º    |
| 2013–14   | 1ª Reg.    | 1º     |
| 2014–15   | Reg. Pref. | 11º    |
| 2015–16   | Reg. Pref. | 6º     |
| 2016–17   | Reg. Pref. | 5º     |
| 2017–18   | Reg. Pref. | 8º     |

| Temporada | División   | Puesto |
| --------- | ---------- | ------ |
| 2018–19   | Reg. Pref. | 8º     |
| 2019–20   | Reg. Pref. | 8º     |
| 2020–21   | Reg. Pref. | 3º     |
| 2021–22   | 3ª RFEF    | 13º    |
| 2022–23   | 3ª Fed.    | 10º    |
| 2023–24   | 3ª Fed.    | 14º    |
| 2024–25   | 3ª Fed.    | 1º     |

- Temporadas en 2ª Fed: 0
- Temporadas en 3ª Fed: 4
- Temporadas en 3ª: 12
- Mejor puesto en la liga: 1º (Tercera Federación, Grupo VI, temporada 2024-25)